# Broadway Malyan
Broadway Malyan – międzynarodowe biuro architektoniczne, założone w 1958, z siedzibą w Weybridge, w Wielkiej Brytanii. Laureat ponad 240 nagród i wyróżnień. Autor m.in. Barclaycard Arena w Birmingham.
Firma prowadzi swoją działalność w 16 miastach: Londyn (WB), Madryt (Hiszpania), Lizbona (Portugalia), Warszawa (Polska), Abu Dhabi (ZEA), Singapur, São Paulo (Brazylia), Santiago (Chile), Szanghaj (Chiny), Mumbaj (Indie), Baku (Azerbejdżan), Manchester (WB), Birmingham (WB), Liverpool (UK), Reading (WB) i Weybridge (UK).